# Бурмагіна Лідія Іванівна
Лідія Іванівна Бурма́гіна (23 грудня 1926, Дніпропетровськ — 9 лютого 2001, Луганськ) — українська радянська театральна актриса; заслужена артистка УРСР з 1977 року.

## Життєпис
Народилася 23 грудня 1926 року в місті Дніпропетровську (нині Дніпро, Україна). 1949 року закінчила Дніпропетровське театральне училище, де навчалася на курсі Андрія Бондар-Білгородського.
Протягом 1949—1951 років — актриса Дніпродзержинського українського музично-драматичного театру; у 1952—1958 роках — Віннинцького та у 1959—1982 роках — Луганського українського музично-драматичного театру.
Померла в Луганську 9 лютого 2001 року.

## Творчість
Зіграла ролі:
- Одарка, Ганна («Фараони» Олексія Коломійця);
- Варвара («Королева тюльпанів» Юрія Мокрієва);
- мати Лукаша («Лісова пісня» Лесі Українки);
- Фена Степанівна («Шельменко-денщик» Григорія Квітки-Основ'яненка);
- Наталка, Гордиля («Ніч під Івана Купала», «Циганка Аза» Михайла Старицького);
- Варвара («Пам'ять серця» Олександр Корнійчука);
- Комариха («Весілля в Малинівці» Леоніда Юхвіда).